# 丙酸锂
丙酸锂是一种羧酸盐，化学式为C2H5COOLi。它可由碳酸锂和丙酸在水中反应，或氢氧化锂一水合物和丙酸在乙腈中反应制得。它可用于合成镍钴锰酸锂、偏铝酸锂等电池材料。